# Idroscalo
Idroscalo je umělé jezero na východním okraji italského Milána, v těsné blízkosti letiště Linate. Jezero bylo vybudováno koncem 20. let 20. století jako přistávací a vzletová dráha pro hydroplány. V dnešní době jezero slouží především k rekreaci a jako centrum vodních sportů.
Jezero je 2600 m dlouhé, jeho šířka se pohybuje mezi 250 a 400 m, hloubka kolísá od 3 do 5 m.

## Vodní režim
Náleží k povodí řeky Lambro v povodí Pádu.

## Historie
První úvahy o výstavbě přistávací a letové plochy pro hydroplány v Miláně se objevily v roce 1926, v rámci plánů na rozšíření/přestavbu tehdejšího milánského letiště Taliedo. Plán výstavby jezera byl schválen v roce 1927. Již v této fázi se objevily úvahy o možném využití vodní plochy i pro rekreační a sportovní účely (plavání, veslování, kanoistika). První výkopové práce na stavbě jezera začaly v roce 1928. Letiště pro hydroplány bylo oficiálně otevřeno 28. října 1930, i když stále nebyla dostavěna značná část letištní infrastruktury – hangáry, zázemí pro správu a pasažéry. Práce na infranstruktuře se vlekly několik dalších let, v roce 1933 dokonce investor – provincie Milano – zrušil smlouvy s dodavatelem stavby a rozestavěné budovy zrekvíroval. Jezero samotné však bylo plně funkční a začalo sloužit i sportovním aktivitám.

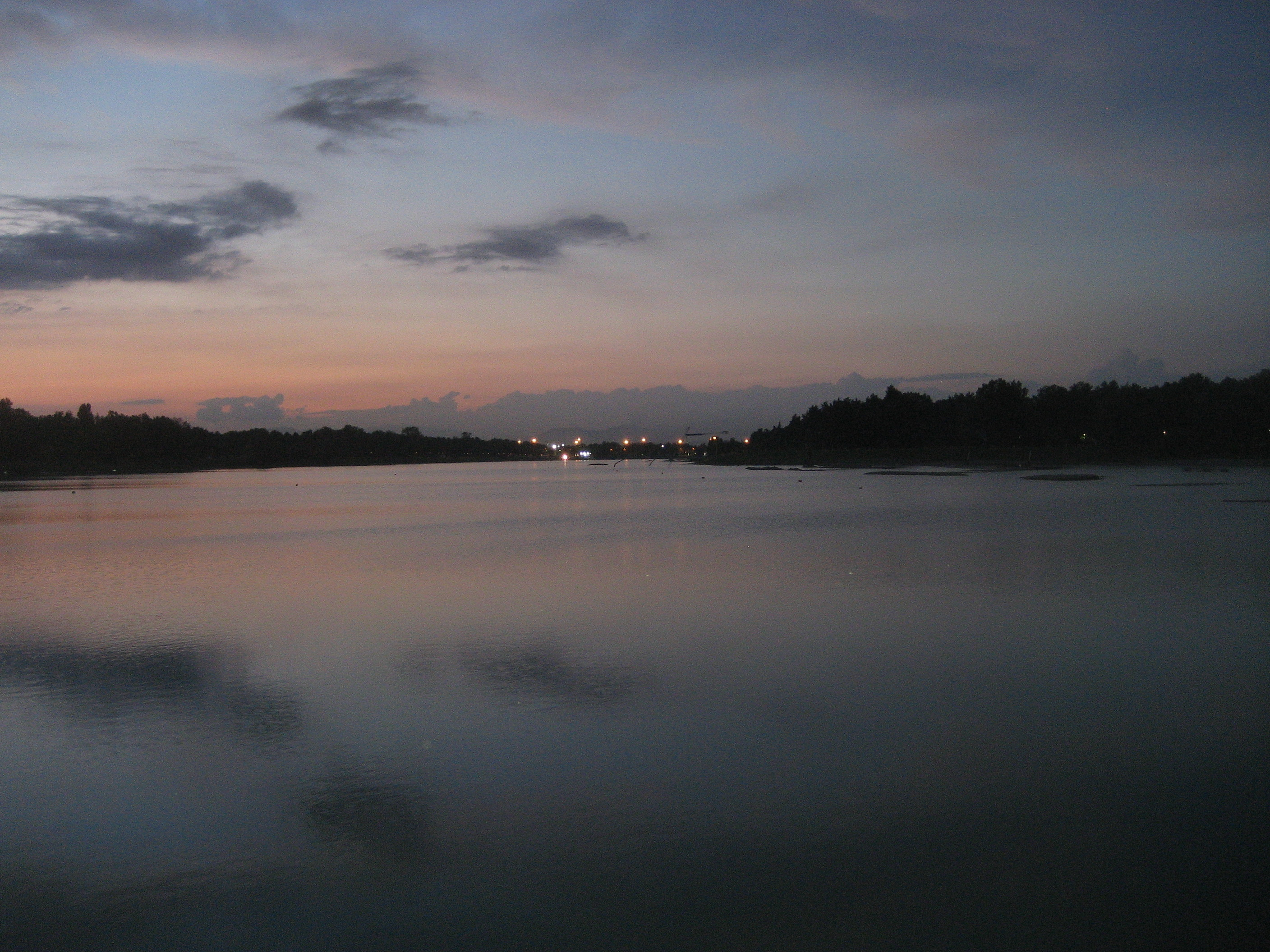
Idroscalo při západu slunce

V roce 1934 se zde konaly první veslařské závody – „Littoriali del Remo“, v roce 1938 pak dokonce Mistrovství Evropy ve veslování. Tato událost významně přispěla k tomu, že jezero ztratilo funkci jako letiště a začalo sloužit primárně rekreaci a vodním sportům. Důležitým faktorem byla také výstavba velké tribuny pro diváky.

## Současnost
Jezero je ve vlastnictví provincie Milano, která jej i s okolím přetvořila v park. Oblast hostí mnoho rekreačních aktivit. O správu parku se stará provincie, která také dohlíží na pořádání sociálních a sportovních události.
Ke sportovním aktivitám provozovaným v parku patří veslování, kanoistika, závody dračích lodí, jachting, plavání a jízda na vodních lyžích. V okolí jezera jsou trasy pro běh, jízdu na koni či na horském kole.
V okolí jezera se také nacházejí bary a noční kluby, konají se zde open-air koncerty.

## Významné sportovní události
Na jezeře se již dvakrát konalo Mistrovství světa ve veslování – v letech 1988 a 2003. Rovněž dvakrát jezero hostilo Mistrovství světa v rychlostní kanoistice – v letech 1999 a 2015.